# Seminário Teológico da União (Nova York)
O Seminário Teológico da União (Union Theological Seminary) na cidade de Nova York ou simplesmente UTS é um seminário liberal cristão ecumênico privado  em Morningside Heights, Manhattan, afiliado à vizinha Uniersidade de Columbia. Desde 1928, o seminário tem servido como a faculdade constituinte de teologia de Columbia. Em 1964, a UTS também estabeleceu uma afiliação com o vizinho Seminário Teológico Judaico da América. 
Trata-se de um seminário independente mais antigo dos Estados Unidos e há muito é conhecido como um monumento à erudição cristã progressista (esquerda), com vários pensadores proeminentes entre seus professores ou ex-alunos. Foi fundada em 1836 por membros da Igreja Presbiteriana nos EUA,  mas estava aberta a estudantes de todas as denominações. Em 1893, a UTS rescindiu o direito da Assembléia Geral da Igreja Presbiteriana de vetar as nomeações do corpo docente, tornando-se assim totalmente independente. No século 20, ele se tornou um centro do cristianismo liberal. Serviu como berço da teologia negra, da teologia feminista e de outros movimentos teológicos. Abriga a Biblioteca Burke no Seminário Teológico da União, uma das maiores bibliotecas teológicas do Hemisfério Ocidental. 